# Mevis & Van Deursen
Mevis & Van Deursen war ein niederländisches Grafikdesignstudio in Amsterdam.
Das Büro wurde 1987 von Armand Mevis und Linda van Deursen gegründet. Linda van Deursen (* 1961 in Aardenburg) studierte von 1981 bis 1982 an der Academie voor Beeldende Vorming in Tilburg, dann von 1982 bis 1986 mit Abschluss BA an der Gerrit Rietveld Academie in Amsterdam. Armand Mevis, (* 1963 in Oirsbeek) studierte von 1981 bis 1982 an der Akademie voor Kunst en Vormgeving St. Joost in Breda und beendete sein Studium 1986 mit dem BA ebenfalls an der Gerrit Rietveld Academie.  Die beiden lernten sich dort während des Studiums kennen.
Das Duo gilt  als das einfallsreichste und renommierteste Grafikdesigner-Team der Niederlande. Mevis & Van Deursen arbeiten vor allem für den kulturellen Sektor. Sie haben zahlreiche Bücher für Künstler wie  Gabriel Orozco und Rineke Dijkstra entworfen. Sie waren von 2003 bis 2006 für die visuelle Gestaltung des Museum Boijmans Van Beuningen in Rotterdam und für die der Modeschöpfer Viktor & Rolf in der Kunstzeitschrift Metropolis M verantwortlich. Ihr Werk wird international in Museen und Bildungseinrichtungen ausgestellt.
Mevis unterrichtet am Werkplaats Typografie in Arnhem; Van Deursen ist Gastdozentin an der School of Art der Yale University, New Haven (USA) und war bis 2015 Leiterin des Graphic Design Departement an der Gerrit Rietveld Academie. Sie ist Jurorin im Wettbewerb «Die schönsten Schweizer Bücher».
2009 waren Mevis & Van Deursen einer von drei der Ausgezeichneten des jährlichen Amsterdam-Preises für Kunst, dessen Dotierung 35.000 Euro beträgt. 2012 entwarfen sie das neue Logo des Stedelijk Museum Amsterdam. Für das Museum hatten sie bereits zuvor zahlreiche Bücher gestaltet.